# Nemanja Vidić
Nemanja Vidić (srbsko: Немања Видић), srbski nogometaš, * 21. oktober 1981, Titovo Užice, Jugoslavija.
Vidić je kariero začel v klubu Crvena zvezda, krajši čas je bil posojen klubu Spartak Subotica, leta 2004 pa je prestopil k Spartaku Moskva. Od leta 2006 je član kluba Manchester United, s katerim je osvojil Ligo prvakov leta 2008 ter naslov prvaka Premier League med letoma 2007 in 2009.
Za srbsko reprezentanco je nastopil na svetovnih prvenstvih 2006 in 2010.